# جوزيف هاغرتي
جوزيف هاغرتي (بالإنجليزية: Joseph Hagerty)‏ هو لاعب جمباز فني أمريكي، ولد في 19 أبريل 1982 في ألباكركي في الولايات المتحدة.

## وصلات خارجية
- جوزيف هاغرتي على موقع الاتحاد الدولي للجمباز (licence) (الإنجليزية)
- جوزيف هاغرتي على موقع الاتحاد الدولي للجمباز (biography) (الإنجليزية)
- جوزيف هاغرتي على موقع الاتحاد الأمريكي للجمباز (الإنجليزية)
- جوزيف هاغرتي على موقع اللجنة الأولمبية الدولية (الإنجليزية)
- جوزيف هاغرتي على موقع أوليمبيديا (الإنجليزية)
- جوزيف هاغرتي على موقع اللجنة الأولمبية والبارالمبية الأمريكية (الإنجليزية)